# آريتي المقترضة (فلم)
آريتي (باليابانية: 竹取物語, Kari-gurashi no Arietti) و(بالإنجليزية: Arrietty the Borrower) وأيضا يُطلق عليه (The secret world of Arrietty) هو فيلم أنمي مستند عن رواية قديمة تسمى (المقترضون) من تأليف الكاتبة البريطانية (ماري نورتن)، وقد حصل على جائزة الأكاديمية اليابانية في عام 2011 ,هيروماسا يونيباياشي هو مخرج الفيلم وهو أصغر مخرج في شركة جيبلي.

## القصة
تدور أحداث القصة حول عائلة مكونة من أم (هوميلي) وأب (بود) وابنتهما (آريتي) الذين يسكنون خلسة تحت أحد البيوت في الريف ودائمًا ما يقترضون أشياء من البيت وأصحاب البيت أو بالأصح الخادمة فهي المتواجدة بالبيت فقط لاحظت اختفاء بعض الأغراض ولكنها لا تدري من أخذها، وفي أحد الأيام انتقل ابن صاحبة المنزل (شو) إلى هذا البيت ليرتاح فيه قبل أن يخضع لعملية جراحية في قلبه، لاحظ شو آريتي تتخفى بين الأعشاب ثم ذهبت بسرعة وفي الليل كانت أول رحلة اقتراض لآريتي، وعندما ذهبت مع أبيها كان البيت هادئا والكل نائم فأخذا مكعب سكر ثم ذهبا إلى غرفة شو ليأخذا منديلاً وحينما كانا يحاولان إخراج المنديل من العلبة لاحظت آريتي أن شو ينظر إليها وهو هادئ لا يتكلم فبدأ جسمها بالارتجاف والخوف ثم سقط مكعب السكر على الأرض فهربا بسرعة ولكن الفتى قال لها «لا تخافي لن أفعل شيئا» ومع ذلك هربت، وفي الصباح الباكر خرجت آريتي لتشم بعض الهواء وفجأة آتى شو ووضع مكعب السكر عند فتحة تصريف المياه ووضع رسالة مكتوب عليها «لقد نسيتي شيئا», فهل ستتعرف آريتي على شو وهل سيُكشف أمر هذه العائلة الصغيرة، ترى ماذا سيحدث في النهاية...

## الممثلون والشخصيات
- آريتي (Arrietty ,アリエッティ)

مؤدية الصوت: ميراي شيدا (باليابانية) - سيرشا رونان (بالإنجليزية)
- شو (Shō ,翔)

مؤدي الصوت: ريونوسكي كاميكي (باليابانية) - توم هولاند (بالإنجليزية)
- هوميلي (Homily ,ホミリー)

مؤدية الصوت: شينوبو أوتاكي (باليابانية) - أوليفيا كولمان (بالإنجليزية)
- بود (Pod ,ポッド)

مؤدي الصوت: توموكازو ميورا (باليابانية) - مارك سترونغ (بالإنجليزية)
- هارو (Haru ,ハル)

مؤدية الصوت: كيرين كيكي (باليابانية) - جيرالدين ماكيوان (بالإنجليزية)
- سبيلير (Spiller ,スピラー)

مؤدي الصوت: تاتسويا فوجيوارا (باليابانية)
- ساداكو ماكي (Sadako Maki ,牧 貞子)

مؤدية الصوت: كيكو تاكيشيتا (باليابانية) - فيليدا لاو (بالإنجليزية)

## وصلات خارجية
- مقالات تستعمل روابط فنية بلا صلة مع ويكي بيانات